# Vụ bê bối Trump–Ukraina
Vụ bê bối Trump–Ukraina là một vụ bê bối chính trị diễn ra ở Hoa Kỳ năm 2019. Vụ bê bối liên quan đến nỗ lực của Tổng thống  Donald Trump muốn thúc ép Ukraina điều tra Joe Biden, đối thủ chính trị tiềm năng của Trump và là một ứng viên của Đảng Dân chủ trong  cuộc Bầu cử tổng thống Hoa Kỳ 2020. Các nhà sử học và các nhà ngoại giao đã gọi mức độ nghiêm trọng của vụ bê bối là "chưa từng có" trong lịch sử Hoa Kỳ. Vụ bê bối đã châm ngòi cho một cuộc điều tra luận tội chống lại Trump vì lạm quyền.
Vụ bê bối được đưa ra bởi một báo cáo tố giác rằng Trump đã yêu cầu Tổng thống Ukraine Volodymyr Zelensky vào tháng 7 năm 2019 để điều tra Joe Biden, cũng như con trai của ông, Hunter Biden và công ty CrowdStrike, và thảo luận về những vấn đề này với Luật sư cá nhân của Trump Rudy Giuliani và Tổng chưởng lý William Barr. Những cáo buộc này đã được xác nhận bởi một bản tóm tắt không đúng nguyên văn của cuộc trò chuyện do Nhà Trắng công bố. Người tố cáo cáo buộc rằng cuộc gọi này là một phần trong chiến dịch rộng lớn hơn của Trump, chính quyền của ông và Giuliani để gây áp lực với Ukraine trong việc điều tra các Nhà thầu, trong đó có thể bao gồm việc Trump hủy chuyến đi theo lịch trình tới Ukraina của Phó Tổng thống Mike Pence và Trump từ chối hỗ trợ tài chính đến Ukraina.